# RMS Carpathia

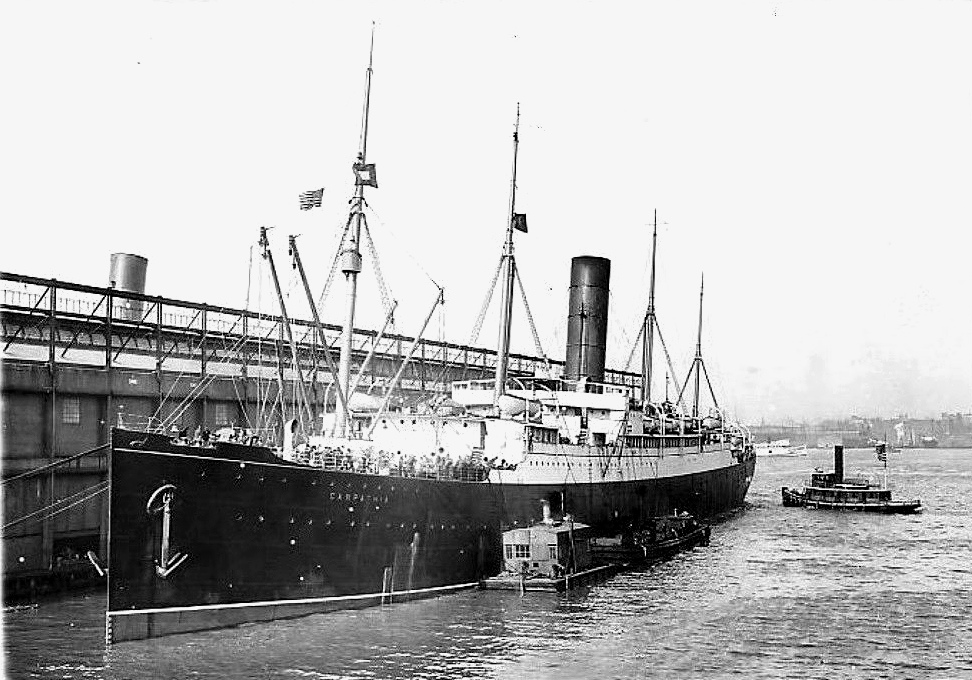
A Carpathia New York kikötőjében a Titanic utasainak megmentése után

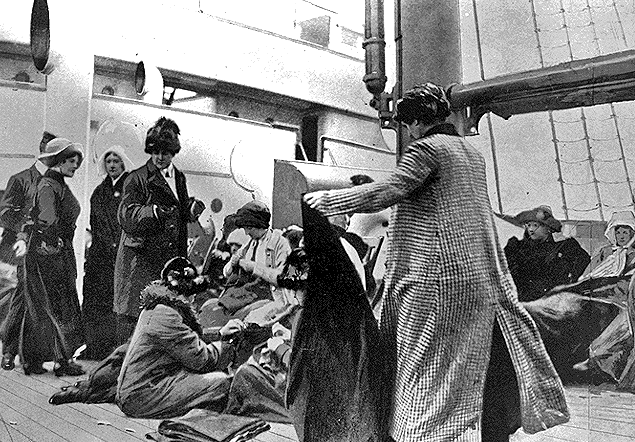
A Titanic katasztrófájának túlélői a Carpathia fedélzetén

Az RMS Carpathia gőzös a Cunard Line hajózási társaság személyszállító hajója, amely 1903-tól 1918-as elsüllyesztéséig az Atlanti-óceánon személyszállítási feladatokat végzett. A Titanic 1912. április 15-i elsüllyedésekor mentési feladatokat látott el, a Carpathián magyar ápolónők is segítettek a túlélőknek.

## Története
A Cunard Line hajóstársaság 1901. szeptember 10-én adott megbízást a Carpathia gőzös megépítésére. A hajó vízre bocsátására 1902. augusztus 6-án került sor. Ezután történt meg a hajózási felszerelésekkel való ellátása. 1903. május 5-én indult el első útjára. Ez Liverpoolból – Queenstownon keresztül – New Yorkba vezetett.
1903/1904-ben, a téli hónapokban (novembertől májusig) a Trieszt–New York, majd májustól ismét a Liverpool–New York útvonalat járta. A Carpathia a továbbiakban a nyári hónapokban az észak-atlanti úton, a téli hónapokban a New York – Földközi-tenger útvonalon járt.
1905-ben a hajót átépítették. Az átépítés előtt a maximális utaslétszám 1700 fő volt a II. és III. osztályon. Az átépítés után a harmadik osztályon 2550 főt lehetett elhelyezni. A III. osztály átépítésére az volt az utasítás, hogy a kis kajütök (kabinok) helyett egy nagy helyiséget alakítsanak ki, ami hálóhelyként funkcionált.
1909-től 1915-ig előkelő utasokkal a Földközi tengerről utazott New Yorkba. 1915 és 1917 között a Carpathia ismét az észak-atlanti úton hajózott.

### Híressé válásának okai
1903-ban a magyar kormány törvényben rendezte a kivándorlás egyre súlyosbodó problémáját, és szerződést kötött a Cunard Line-nal a kivándorlók szállítására. Ezt a szolgálatot teljesítette – részben magyar személyzettel – a Carpathia a Fiume–New York útvonalon, amikor visszaúton megmentette a Titanic túlélőit.
A Titanic hajó katasztrófájának bekövetkezte után (összeütközött egy jégheggyel), riasztották a hajó rádiósait, és azok segélykérő üzeneteket küldtek a környező hajóknak (Amerika, Baltic, Californian, Caronia és a Carpathia). A legközelebbi hajó, a Californian nem vette a vészjelzést, mint ahogy először a Carpathia sem, mert a rádióstisztje éppen nem volt szolgálatban. Lefekvés előtt eszébe jutott, hogy megkérdezi a Titanicot, nem hallottak-e az ottani jéghegyekről. Értesülve a balesetről, a hajó parancsnoka, Arthur Henry Rostron kapitány a Titanic felé fordíttatta a hajóját, és a szolgálati sebesség helyett maximális sebességgel (14 csomó/25,5 km/óra helyett 17 csomóval) közeledett felé. Ekkor a két hajó távolsága 93 km volt. A bajbajutott óceánjáró elérése 3,5 órába került. Hajnali 4 órára érkezett a helyszínre. Ekkorra már a Titanic elsüllyedt. A Carpathia fedélzetére 705 utast és tengerészt vett fel.
A hajó magyar orvosa, dr. Lengyel Árpád irányította a túlélők ellátását. Rengeteg sebesült szorult azonnali orvosi segítségre, és nem csupán a hipotermia miatt: sokan vetették kétségbeesésükben vízbe magukat a süllyedő Titanicról. Hamar megtelt a Carpathia kórterme törést és zúzódást szenvedett emberekkel, akiket kollégáival együtt fáradhatatlanul ápoltak New Yorkig. Hősies helytállásáért számos elismerést kapott.
1912. április 18-án este, zuhogó esőben, a megmentett emberekkel – akik a Titanic szerencsétlenül járt utasai és személyzete voltak – érkezett a gőzös New York kikötőjébe. Több ezer ember várta őket a Battery Parkban és a Cunard kikötőstégjénél. Nemsokára a legénység minden tagját, és a tiszteket, mindenhol (minden kikötőben) hősnek tekintették.

### Pusztulása és utóélete
Az első világháborúban szállítóhajóként szolgált, és 1918. július 17-én az U 55-ös német tengeralattjáró megtorpedózta a Kelta-tengeren. A támadás reggel 9 óra 15 körül az ír partoktól délre érte a hajót, és összesen három találatot kapott. Az első két találat valószínűleg nem lett volna végzetes. A hajó 11 óra körül elsüllyedt, de addigra 215 személy már a mentőcsónakokban volt. A gépházban 5 fő a második torpedó után életét vesztette, mindenki más megmenekült. Dél körül egy hadihajó mentette ki a szerencsétlenül járt hajó személyzetét és utasait.
A hajóroncsot 1999-ben 200 méteres mélységben megtalálták. A mostani tulajdonosa 2000 áprilisában a hajóroncs kiemelésére alakult társaság részvényeit 1 374 000 US$ értékben vásárolta meg, hogy egy mentőakció keretében a Carpathia felemelésére vállalkozzanak. Ennek keretében a partnercég 3%-os részesedéssel a roncsot fél millió dollár értékben megszerzi. Ezt a mai piaci viszonyok mellett a tulajdonos 16 millió dollár felett tudja lebonyolítani.